# Cináed I Ciarrge
Cináed I Ciarrge mac Cathussaig (zm. 776 r.) – król ludu Cruithni oraz Dál nAraidi od 774 r. do swej śmierci, syn Cathassacha III mac Ailella (zm. 749 r.), króla Dál nAraidi oraz Ulaidu (Ulsteru).
Cináed należał do bocznej linii rodu zamieszkałej w Mag nEinli lub Eilne („Równina Nieczysta”), równinie między rzekami Bann a Bush w hr. Antrim. Według Księgi z Leinsteru objął tron Dál nAraidi po Flaithróe mac Fiachrach, zmarłym w 774 r. Królestwo Dál nAraidi było zaangażowane w wojnę domową podczas jego panowania. W 776 r. doszło do bitwy pod Sliab Mi (w baronii Lower Antrim), w której poległ Nia, syn Cú Allaida. Tego samego roku doszło do kolejnego starcia. Tym razem przeciwne strony uzyskały pomoc swych sąsiadów. W bitwie pod Drong polegli Cináed i jego sprzymierzeniec Dúngal król Uí Tuirtri (plemię Airgialla na zachód od jeziora Lough Neagh). Natomiast zwycięzcami zostali Tommaltach mac Indrechtaig (zm. 790 r.) i jego sprzymierzeniec Eochaid mac Fíachnai (zm. 810 r.) z Dál Fiatach. Tenże Tommaltach zajął po swym kuzynie Cináedzie tron Dál nAraidi.